# Ginetta
Ginetta – brytyjski producent samochodów sportowych (w tym również wyścigowych) z siedzibą w Garforth w hrabstwie West Yorkshire w Anglii.
Przedsiębiorstwo założone zostało w 1958 roku. Wielkość produkcji w 2003 roku wyniosła 15 samochodów i 18 kit carów.